# Dolina Pusta

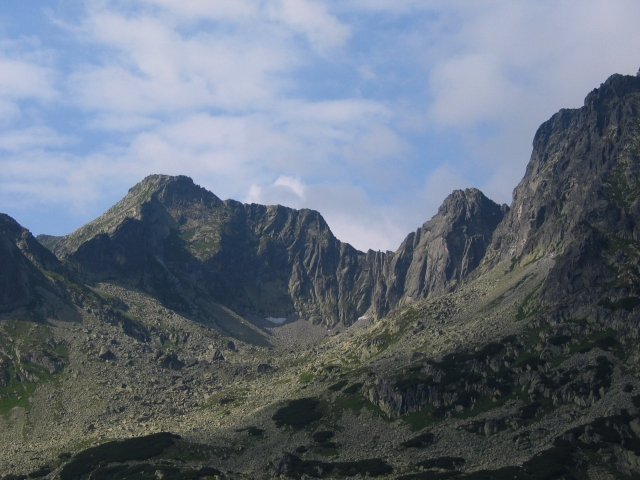
Blick vom Tal Dolina Pięciu Stawów Polskich

Das eiszeitlich durch Gletscher geformte Hängetal Dolina Pusta, auch Dolinka Pusta, liegt westlich des Bergtals Dolina Pięciu Stawów Polskich, das wiederum ein Hängetal des Tals Dolina Roztoki darstellt, welches ein Seitental des Tals Dolina Białki ist, in der polnischen Hohen Tatra in der Woiwodschaft Kleinpolen. Es liegt unterhalb der Gipfel Kołowa Czuba, Mały Kozi Wierch, Zmarzłe Czuby, Zamarła Turnia und Kozie Czuby sowie ca. 100 m oberhalb des Tals Dolina Pięciu Stawów Polskich.

## Geographie
Das Tal ist knapp einen Kilometer lang und von knapp 2300 m hohen Bergen umgeben.

## Etymologie
Der Name leitet sich davon ab, dass es im Tal keine oberirdischen Gewässer gibt. Die deutsche Übersetzung lautet Leeres Tal.

## Flora und Fauna
Das Tal liegt oberhalb der Baumgrenze. Es ist Rückzugsgebiet für Gämsen, Murmeltiere und Adler.

## Klima
Im Tal herrscht Hochgebirgsklima.

## Tourismus
▬ Durch das Tal führt ein gelb markierter Wanderweg vom Tal Dolina Pięciu Stawów Polskich zum Tal Dolina Gąsienicowa über den Gebirgspass Kozia Przełęcz.
▬ Oberhalb des Tals auf dem Südkamm der Świnica verläuft der Höhenweg Orla Perć, den man vom Tal über den Gebirgspass Kozia Przełęcz erreichen kann.